# Pimpinella saxifraga
Espèce
Pimpinella saxifraga, le Petit boucage ou Boucage saxifrage, est une espèce de plantes à fleurs de la famille des Apiacées (ou ombellifères). C'est une plante herbacée originaire d'Eurasie.
Les boucages, y compris l'anis vert, sont des Ombellifères à fleurs blanches ou rosées assez petites, fruits ovoïdes à cotes peu saillantes toutes égales entre elles, calice non apparent et feuilles composées de 5 à 11 folioles ovales grossièrement dentées. Il en existe en France plusieurs espèces. Les unes à fruits et partie supérieure de la plante sans poils; ce sont des Boucages saxifrages, dont l'un, à tige pleine et folioles petites (2 à 3 cm sur 1 à 2cm), est le Pimpinella saxifraga Huds., et l'autre à tige creuse et grandes folioles (5 à 7 cm sur 2 à 4 cm), est le Grand boucage ou P. magnaL. Les autres espèces, toutes méridionales, ont les fruits et la tige entièrement velus ; ce sont l'Anis vert qui se distingue à son odeur d'Anis, et 2 espèces méditerranéennes, P. peregrina L. et P.tragium Villars, dont les propriétés sont approximativement les mêmes que celles des Boucages saxifrages.

## Liste des sous-espèces et variétés
Selon Catalogue of Life (3 août 2013) :
- sous-espèce Pimpinella saxifraga subsp. nigra
- variété Pimpinella saxifraga var. procera

## autres noms vernaculaires
- Bouquetin, ...